# RMS Samaria
El RMS Samaria fue un trasatlántico construido para Cunard Line. Se completó en 1922 y sirvió hasta 1955. En la Segunda Guerra Mundial fue un buque de transporte de tropas en la Royal Navy.
El Samaria fue desguazado en 1956. Samaria era un barco hermano del RMS  Scythia y medio hermano del RMS Franconia.
Cammell Laird & Company en Birkenhead construyó el Samaria para Cunard Line y lo botó el 27 de noviembre de 1920. El acondicionamiento para el servicio tomó algo más de lo habitual debido a las demandas de la industria de la posguerra, pero a su debido tiempo. La Samaria entró en servicio en abril de 1922. Era un revestimiento intermedio diseñado con énfasis en la economía de combustible, por lo que su velocidad de servicio era de unos 16 nudos (30 km / h; 18 mph).
Con la intención de aumentar el servicio transatlántico de Cunard,el Samaria operaba en la ruta de Liverpool a Boston y la ciudad de Nueva York con paradas periódicas en Cobh , y atraía a los pasajeros de primera y segunda clase que buscaban comodidad a precios razonables y que no tenían prisa. [4] [5] Originalmente, el barco estaba destinado a obtener ganancias en el comercio de inmigrantes con pasajeros de tercera clase. Sin embargo, el fin de la inmigración sin restricciones a los Estados Unidos a mediados de la década de 1920 requirió la primera de varias reconfiguraciones de los alojamientos para pasajeros cuando la tercera clase se convirtió en "turista". [4]
A lo largo de las décadas de 1920 y 1930 ,el Samaria se empleó con frecuencia como crucero . En septiembre de 1940 participó en la evacuación de niños del Reino Unido a los EE. UU. bajo el plan establecido por la Junta de Recepción de Niños en el Extranjero (CORB). En 1941, la Royal Navy se hizo cargo del barco y sirvió como transporte de tropas hasta 1948, cuando fue devuelto a Cunard y reacondicionado para el servicio de pasajeros. Entre 1948 y 1955 , Samaria fue asignada casi exclusivamente a la ruta canadiense con servicio a Montreal , Quebec y Halifax junto con su barco gemelo RMS  Scythia .. En noviembre de 1955 completó su última travesía transatlántica y posteriormente se vendió para desguace, que se completó en 1956 en Inverkeithing , Escocia. [1] [2] [4]